# Alžběta Bavorská

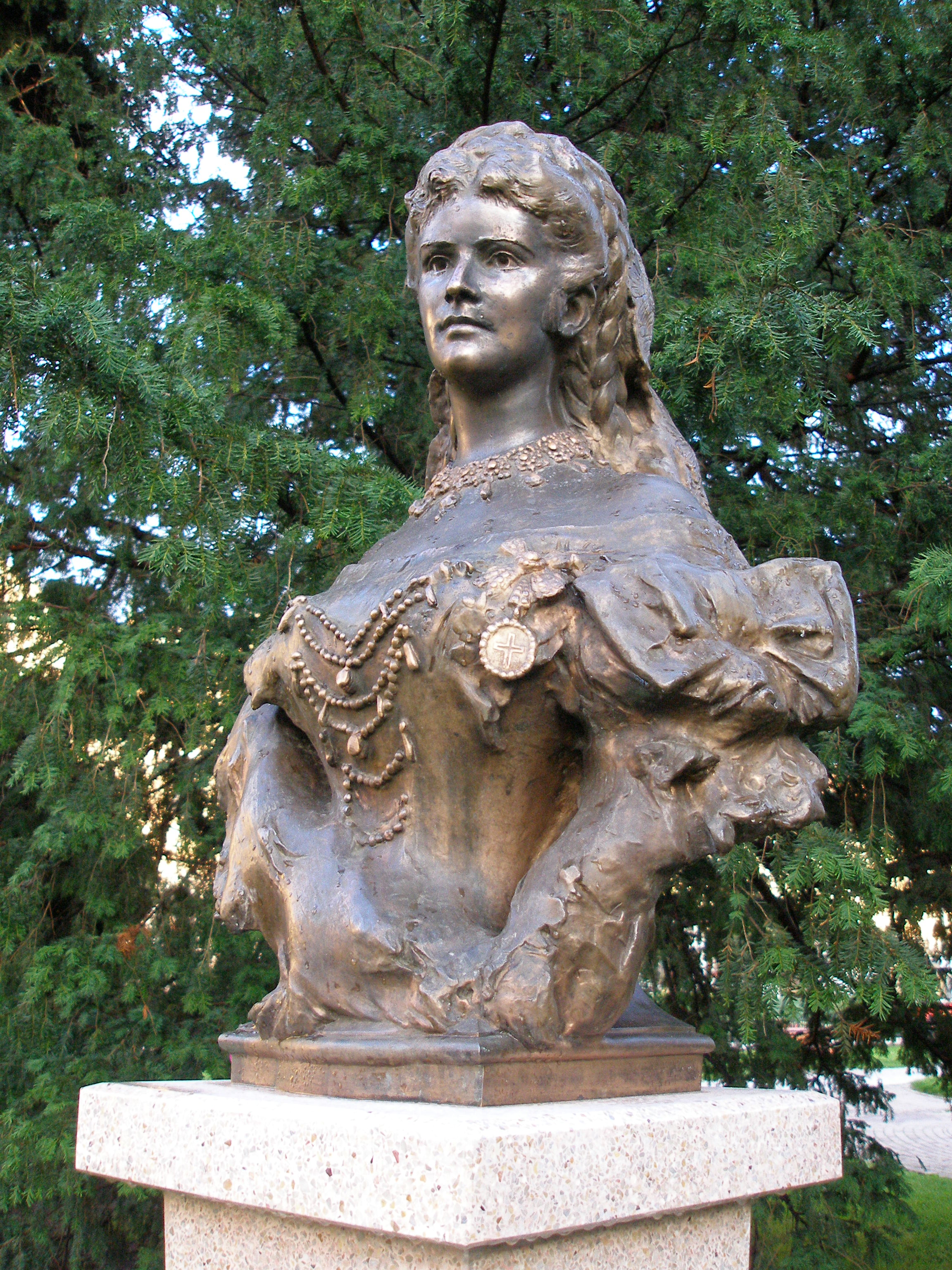
Busta císařovny v Prešově, Slovensko

Alžběta Amálie Evženie (německy Elisabeth Amalie Eugenie, Herzogin in Bayern; 24. prosince 1837 Mnichov – 10. září 1898 Ženeva), známá pod přezdívkou Sisi či Sissi, byla bavorská princezna z rodu Wittelsbachů a po svém sňatku s Františkem Josefem rakouská císařovna, česká a korunovaná uherská královna pod jménem Erzsébet (maďarsky Wittelsbach Erzsébet magyar királyné).

## Původ
Narodila se na Štědrý den v Mnichově vévodkyni Ludovice, dceři bavorského krále Maxmiliána I. Josefa, a jejímu manželovi, bavorskému vévodovi Maxmiliánu Josefovi, který pocházel z vedlejší větve rodu Wittelsbachů. V jeho německém jméně se proto používá výraz in Bayern, nikoliv von Bayern (Herzog Maxmilian Josef in Bayern).
Manželství jejích rodičů nebylo příliš šťastné, byla jejich čtvrtým dítětem, přišla na svět dokonce už s jedním zoubkem a v neděli, což bylo považováno za předzvěst štěstí. Jejími staršími sourozenci byli Ludvík (1831–1920), Vilém (nar. a zemř. 1832) a Helena zvaná Néné (1834–1890). Po Alžbětě ještě následovalo pět dalších sourozenců: Karel Teodor zvaný Gackel (1839–1909), Alžbětin nejmilejší bratr, Marie (1841–1925), Matylda (1843–1925, Vrabčák), Sofie (1847–1897) a Max Emanuel (1849–1893, Mapperl).

## Dětství
Bezstarostné dětství strávila v rodném Mnichově a především na milovaném venkovském sídle v Possenhofenu, kde se ovšem spíše než dvorní etiketě a francouzštině naučila perfektně jezdit na koni nebo plavat. Byla nejoblíbenějším dítětem volnomyšlenkářského vévody a také po něm zdědila velký cit pro přírodu a umění. Ovšem, jak se později ukázalo, ještě jednu důležitou vlastnost měli společnou – byla jí stálá touha po svobodě a volnosti.

## Svatba, manželský život

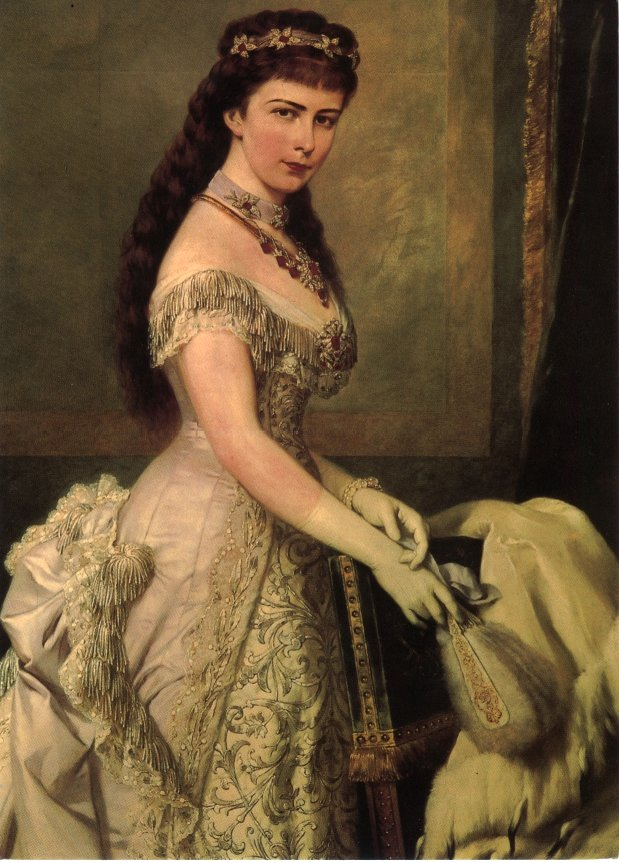
Portrét Alžběty Bavorské zvané „Sisi”

Třiadvacetiletý císař měl přání se co nejdříve oženit a založit svou rodinu. Protože se sám nemohl po nevěstě moc rozhlížet, požádal matku, aby mu pomohla připravit seznámení s katolickými princeznami. Činila tak ráda a diskrétně. Setkání se odehrávala vždy v soukromí a dotyčné dámy přijížděly se svými rodiči a netušily, oč vlastně jde. Počátkem padesátých let poznal několik dam, ale žádná se mu dost nelíbila. V létě 1853 pozvala arcivévodkyně Žofie do Ischlu na oslavu císařových narozenin svou sestru Luisu se čtyřmi nejstaršími dětmi. Historický omyl, že Žofie měla raději Helenu či dokonce připravovala její zásnuby s Františkem Josefem, je dnes již vyvrácen.[zdroj?] Vše se konalo ve strohém ceremoniálním tónu. Žofie uvítala příbuzné v hotelu, sledovala úpravu obou neteří a znovu byla, jako před pěti lety, okouzlena půvabem mladší z nich. Zavedla příbuzné do domu, kde se v toaletním pokoji setkali hosté s přítomnými. Zde se František Josef spontánně zamiloval do Alžběty. Rodiče chtěli dopřát co nejvíce soukromí svým zamilovaným dětem a na večeři oddělila Žofie lidi z doprovodu, aby je nesledovali a neposlouchali. V následujících dnech příbuzní přihlíželi rostoucí lásce mladého páru. Arcivévodkyně Žofie svému synu, Ferdinandu Maxmiliánovi, který se jako jediný setkání v Ischlu nezúčastnil, odpověděla na jeho gratulaci: „...Láska snoubenců roste každou hodinu takovou rychlostí, že bys tomu nevěřil! Jednou, zatímco jsem seděla s Luisou ve vedlejším pokoji na sofa, řekla náhle: ‚Ale teď už to uvnitř zachází moc daleko!‘ a oni tam spolu stáli v pevném objetí, zaměstnáni dlouhým polibkem.“
V šestnácti letech se tedy provdala Elisa (tak jí od dětství říkala teta Žofie) za rakouského císaře Františka Josefa I., který byl jejím bratrancem, neboť císařova matka – arcivévodkyně Žofie, byla sestra Alžbětiny matky Ludoviky.
K zásnubám dostali od arcivévodkyně Žofie jako dárek Císařskou vilu v Bad Ischlu, ke které byla později přistavěna ještě dvě křídla, takže vznikla stavba ve tvaru písmene E (jako Elisabeth).
Ihned po zasnoubení ovšem tehdy velmi mladá Alžběta pocítila tlak dvora. Začalo období velkého studia historie nových zemí, studia jazyků „čisté“ němčiny, (tzn. bez bavorského dialektu) a přísné dvorské etikety. Od rodičů dostala výbavu v hodnotě 50 tisíc zlatých. Šila se výbava nevěsty (tzv. trousseau). Nejprve se opatřilo čtrnáct tuctů punčochových párů (168 kusů), dvacet párů rukavic, šest párů vysokých kožených bot a sto třináct párů střevíců, neboť rakouská císařovna si směla vzít tytéž boty a rukavice pouze šestkrát, pak už patřily komorným. V pozdějších letech se Alžběta osvobodila od všech předpisů, které ji obtěžovaly, např. nošení stále nových bot, neboť to neprospívalo jejímu zdravotnímu stavu.
Svatba se uskutečnila v pondělí 24. dubna 1854 v 19 hodin večer v augustiniánském kostele ve Vídni. Kostel byl osvícen 15 000 svíčkami a vyzdoben červeným sametem. Alžběta na sobě měla bílé stříbrem vyšívané šaty a na hlavě diadém své tchyně arcivévodkyně Žofie. Obřad vedl vídeňský arcibiskup, kardinál Joseph Othmar von Rauscher, asistovalo mu více než 70 biskupů a prelátů. (O 25 let později slavil císařský pár svou stříbrnou svatbu ve Votivním kostele ve Vídni, který byl právě dokončen).
Císař se projevoval jako velkorysý choť. Podle smlouvy ze 4. března 1854 dostala Alžběta od svého otce 50 tisíc zlatých, které císař „dorovnal“ o 100 tisíc zlatých. Také dostala jako „dar svatebního rána“ 12 tisíc dukátů, podle zvyku za ztracené panenství. Jako apanáž bylo stanoveno dalších 100 tisíc zlatých, další výdaje jako stolování, prádlo, koně, obživu, personál a cestování nese František Josef I.
Brzy přišly na svět tři děti, po desetileté pauze pak čtvrté. Nejstarší Žofie zemřela v dvou letech (od roku 1855 do roku 1857), když ji Alžběta vzala s sebou na jednu ze svých cest po Uhrách (malá Žofie velmi vážně onemocněla a po několika dnech zemřela). Pro Alžbětu to byla taková rána, že vzdala boj o zbývající dvě děti a její vztah k nim zůstal až do smrti chladný. Druhorozená Gisela (12. července 1856 – 27. července 1932) a následník trůnu Rudolf (21. srpna 1858 – 30. ledna 1889) vyrůstali v péči babičky. Za svého „jedináčka“ považovala Sisi nejmladší dceru Marii Valerii (22. dubna 1868 – 6. září 1924), která byla lidem nazývána „uherské dítě“ (narodila se v Uhrách) nebo jí Alžběta říkávala „má jediná“ a chovala k ní vřelý cit.
- Žofie Frederika (1855–1857) – Zemřela ve dvou letech na tyfus při cestě po Uherském království.
- Gisela (1856–1932) – V 16 letech provdána za bavorského prince Leopolda.
- Rudolf (1858–1889) – Poté, co Rudolf směl po opakovaných intervencích své matky Alžběty u císaře ukončit striktně armádní výchovu, věnoval se přírodním vědám. Působil také jako žurnalista v liberálním tisku, a to anonymně a za zády svého otce. František Josef izoloval korunního prince Rudolfa od státních záležitostí a ten to těžce nesl. Na císařovo přání se v roce 1881 oženil s princeznou Stephanií, dcerou belgického krále Leopolda II. V roce 1889 spáchal sebevraždu. Ačkoli si s ním jeho otec nerozuměl, jeho smrt ho zdrtila.[2][3]
- Marie Valerie (1868–1924) – Narodila se 10 měsíců po korunování Františka Josefa uherským králem. Provdala se za arcivévodu Františka Salvátora. Díky její dobročinnosti jí lidé přezdívali „Anděl z Wallsee“.[4]

Mezi manželi později došlo k odcizení, císař již od roku 1875 měl poměr s Annou Nahowskou, se kterou údajně zplodil i dceru. Poté od roku 1887 až do své smrti udržoval vztah s herečkou Kateřinou Schrattovou.
Po smrti syna cestovala císařovna Alžběta po Evropě. Dne 10. září 1898 ji na břehu jezera v Ženevě zavraždil pilníkem italský anarchista Luigi Lucheni. I když se v posledních letech se svou manželkou moc často nevídal, měl ji František Josef stále rád a její smrt ho velmi zarmoutila.

## Život na císařském dvoře
Svým zájmem o literaturu a jazyky převyšovala císařovna dámy z vysokých aristokratických kruhů své doby. Kromě němčiny ovládala maďarštinu, angličtinu, francouzštinu, italštinu, latinu a starou i novou řečtinu. Anglicky, francouzsky a latinu se učila od dětství, většinu ostatních jazyků si osvojila po svatbě. Nejdůkladněji se zabývala studiem maďarštiny a obou řeckých jazyků, které plynně ovládala.
V životě Alžběty hrály důležitou roli některé dvorní dámy. S většinou se spřátelila, až na hraběnku Žofii Esterházyovou, rozenou princeznu z Lichtenštejnska, která byla přidělena šestnáctileté Alžbětě při svatbě jako první nejvyšší hofmistryně. Bylo jí tehdy šestapadesát, již téměř dvacet let byla ovdovělá a bezdětná, obětovala svůj život císařské rodině a horlivě zastávala dvorní ceremoniál. Jejich vztah byl od začátku problematický.
Od 60. let 19. století se císařovna intenzivně zabývala studiem maďarštiny a přála si mít nablízku dámu na maďarské předčítání. Vybrala si maďarskou čtyřiadvacetiletou dámu z nižší šlechty, Idu von Ferenczyovou, která se ale znala s dvěma uherskými politiky (hrabě Gyula Andrássy – uherský ministerský předseda, ministr zahraničí a Ferenc Deák – uherský politik, vůdce umírněných reformátorů, liberál, ministr spravedlnosti), které Alžběta protežovala, a také je svou bystrostí a přirozeností okouzlila. Ida se těšila plné důvěře císařovny a směla jí dokonce tykat, v závěti jí byla odkázána nejvyšší renta ve výši čtyř tisíc zlatých ročně a jako jediná dostala cenný šperk (zlaté srdce s drahokamy v uherských barvách).
Od roku 1871 patřila k císařovnině suitě nová dvorní dáma, hraběnka Marie Festeticsová, která na ni měla velký politický vliv. K dalším uherským dámám patřila hraběnka Sarolta Majláthová, která byla přijata pro své skvělé zdraví, aby doprovázela Alžbětu na jejích dlouhých a rychlých túrách. Poslední dvorní dámou se stala roku 1894 hraběnka Irma Sztárayová, která doprovázela v září 1898 císařovnu na její poslední vycházce, kdy byla císařovna zavražděna. Rakušanka Františka Feifaliková byla komorní kadeřnicí císařovny, a protože byla Alžbětě podobná a ovládala její gestikulaci, mohla ji při oficiálních holdovacích aktech (z balkonů, kočárů a lodí) zastupovat. Františka byla dcerou porodní báby a vyučila se kadeřnicí. Česala slavné divadelní herečky a díky její dobré pověsti se o ní císařovna doslechla a přijala ji do svých služeb. Během služby byla jmenována dvorní radovou a se svým mužem byla povýšena do stavu svobodných pánů.

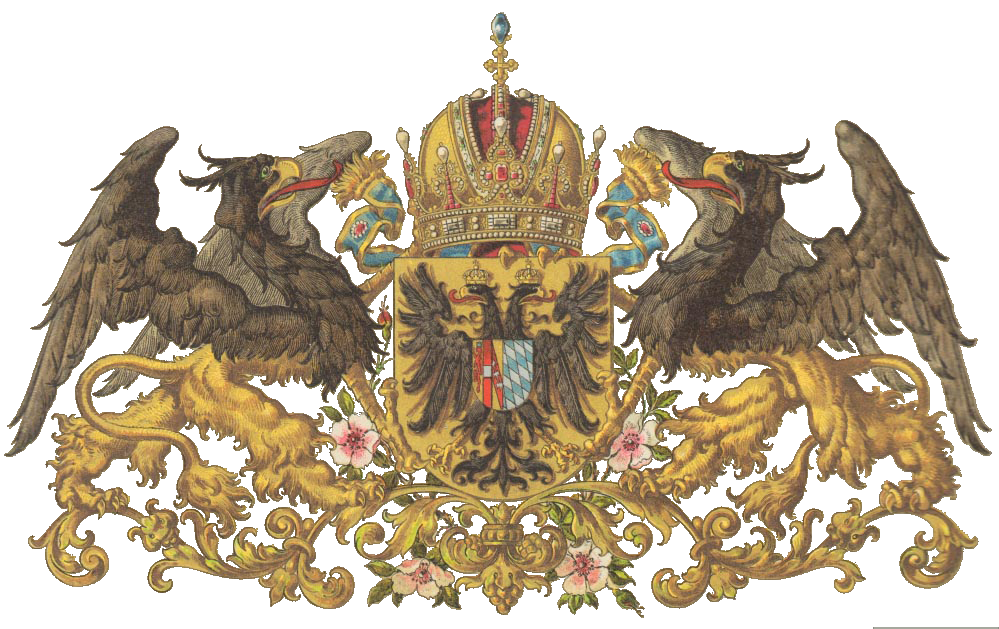
Erb Alžběty Bavorské

Ve svázané atmosféře rakouského císařského dvora a bez pozornosti pracujícího manžela se Alžběta cítila velmi osamělá, začala se tedy pomalu stahovat do sebe. Zanedlouho velmi vážně onemocněla. Dvorní lékař ji poslal na ozdravný pobyt na jih, kde poprvé ucítila svobodu cestování. Od té doby pokaždé, když onemocněla, stačilo odjet z Vídně do nějaké daleké země a Sisi byla jako vyměněná, smála se, hodně jedla a měla chuť do života. Po návratu zpět začaly ovšem všechny problémy nanovo a tak se stávalo, že byla častěji pryč na cestách než ve Vídni.
Oč méně měla ráda Vídeň, tím raději jezdila do Uher, kde se přátelila s maďarskou šlechtou, která byla oslněna nejen jejím jezdeckým uměním a krásou, ale také dokonalým ovládáním jejich řeči, politickým přehledem a chápáním touhy po samostatnosti Maďarů. Zhruba do svých 40 let byla fenomenální jezdkyní – i při těch nejnáročnějších lovech (nejčastěji v Uhrách, Anglii a Irsku) jezdila v čele a udivovala nebojácností a železnou vůlí. Právem byla považována za jednu z nejlepších jezdkyň své doby.
Do politiky zasáhla významně jen jednou, zato velmi úspěšně. Nadšeně se angažovala ve prospěch rakousko-uherského vyrovnání, ke kterému došlo roku 1867. Čím více byla zbožňována Maďary, tím méně byla oblíbena ve Vídni. Časem si také prosadila přítomnost maďarských dvorních dam, z kterých se staly její věrné přítelkyně a byly jedinými osobami, kterým plně důvěřovala. Do českých dějin se naopak zapsala téměř jen svou rolí při státoprávním uspořádání roku 1867, které mělo pro České království dalekosáhlé důsledky.
Duševní úpadek a tragická smrt bratrance Ludvíka, bavorského krále, a choromyslnost jeho bratra utvrdily císařovnu v domněnce, že je choroba v rodině dědičná a jednoho dne postihne i ji. Rozhodla se proto studovat šílené lidi, jejich chování a informovala se o jejich osudech, průběhu nemoci a příznacích. (Například příběh Barbary Ubrykové, která, ač si to zřejmě nikdy neuvědomila, vděčila Alžbětě za život).
Ke konci života se stal vztah Alžběty a Františka Josefa opět harmoničtější, ne však intenzivnější, jak vyplývá z řady něžných a děkovných poznámek císaře v dopisech jeho choti.

## Móda a posedlost vzhledem

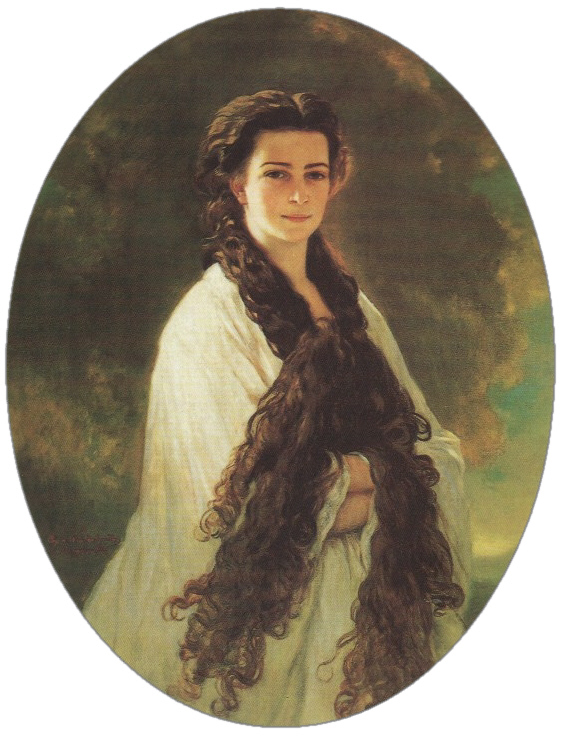
Franz Xaver Winterhalter: Císařovna Alžběta, 1864

Alžběta byla po celý život posedlá svým vzhledem, za svoji největší pýchu považovala své neuvěřitelně dlouhé, krásné a husté hnědé vlasy, které později dosahovaly až na zem a byly předmětem mnoha obdivu mužů i žen. Každý den jí její osobní kadeřnice Franciska Feifaliková musela předkládat vyčesané vlasy na stříbrném podnose. Později kadeřnice vymyslela trik, aby ji císařovna nepotrestala: pod zástěrku připevnila pásku pomazanou lepidlem a tam vyčesané vlasy lepila. Císařovna byla od dětství zvyklá, že smí s personálem zacházet tvrdě, a tak se nezřídka stávalo, že než Franciska přišla na trik s lepidlem, dostala za vypadlé vlasy políček. Za toto nespravedlivé jednání se Franciska mstila tím, že předstírala nemoc a nechala se i odvézt záchranným vozem, aby císařovnu uvrhla do nejistoty, zda ji bude moci učesat do společnosti. Podobné manipulace Alžběta kupodivu u svých oblíbenců snášela. Česání se odehrávalo odpoledne a trvalo dvě hodiny. Obvykle nosívala splétanou vlasovou korunu, kterou označovala jako „účes pro snímek na zatykač“. Jednou nebo dvakrát do měsíce se konalo mytí vlasů. V tu dobu nesměl nikdo na císařovnu promluvit. Franciska připravovala směs ze třiceti žloutků a francovky. Tento šampon nanášela štětcem na prameny a působil hodinu. Poté se vlasy umyly teplou vodou a pak se opláchly vývarem ze slupek vlašských ořechů. Po umytí chodila císařovna sem a tam, dokud neuschly. Když se jednou Francisce udělalo skutečně nevolno, museli sehnat náhradnici, domorodou dívku, která si vyčesané vlasy strčila do úst. Když to císařovna v zrcadle viděla, podivila se a ptala se na důvod. Přistižená kadeřnice plakala, padla na kolena a prosila za odpuštění neodolatelné touhy ponechat si jako památku na tento den alespoň jeden císařovnin vlas. Alžběta byla dojatá, vzala stříbrné nůžky a odstřihla kadeř, kterou jí darovala.
K nejhorlivějším císařovniným obdivovatelům patřil perský šach Nasr-ed-din, který v 70. letech 19. století cestoval po Evropě. V jeho deníku je jen málo lichotivých poznámek o dámách z vysokých kruhů; výjimku představovala Alžběta, kterou shledal nejkrásnější panovnicí ze všech dam na evropských dvorech. „Má nádhernou bílou pleť a postavu cypřiše, majestátní zjev od pěšinky nádherných vlasů až k patě.“ „Je nutno znovu zopakovat – díky půvabům skutečnou pastvou pro oči... její zjev je opravdovým zážitkem. Řekl jsem to i císaři, který seděl u tabule vedle mne. Myslím, že ho můj úsudek potěšil.“
Další císařovninou posedlostí byla její váha – nikdy se nepřehoupla přes 55 kg, držela drastické diety – jedla jen ovoce a pila mléko, víno a šťávu ze syrového masa. Nosila silně utažené šněrovačky. Císařovna si nikdy nesedla, ani ve svých pokojích neměla židle a při hostinách se používala zvláštní klekátka.
Alžběta nosívala černé atlasové střevíce s nízkými podpatky se šněrovadly po stranách. Při chladném počasí si přes ně natahovala kožené návleky podšité hedvábím. Kolem roku 1861 dávala přednost bílým atlasovým střevíčkům s krajkovými růžicemi s gumovými pásky nebo šněrovacím polovysokým botkám, šitými na míru. Punčochy objednávala u anglické firmy Swears and Wells v Londýně. Od 60. let 19. století přestala císařovna nosit spodničku a setrvala tak do konce života. „Spodničky nikdy nenosila a při svých časných ranních procházkách v létě si obouvala střevíce na bosé nohy a šaty oblékala přímo na nahé tělo.“ /Wallersee, str. 54/. Císařovnino letní spodní prádlo tvořily lehké košilky a kalhoty z hedvábného trikotu. Podobné prádlo z jemné prací kůže, do něhož se nechávala zašít, nosívala v zimě. Toto zašívání si časem oblíbila i u jezdeckého oblečení, které si nechávala šít, sedíc na dřevěném koni. "Teta považovala svůj hlavní úkol být dobře oblečená za povinnost císařovny. Lidé očekávají, že budu vždy krásná a elegantní, říkávala mi často. Často lituji, že nemohu své panovníky vidět v parádě minulých časů jako legendární krále a královny. Mnohá knížata se oblékají jako měšťáci a namlouvají si, že jim jejich důstojnost dodává dostatek vnějšího lesku. To se ovšem mýlí, poddaní vnímají velmi bolestně jejich nevkusný zjev..." /Wallerse, str. 55/
Alžběta nosívala málo šperků, snubní prsten nosila na zlatém řetízku na krku, takže byl skryt pod šaty. Na jejích hodinkách bylo vyryto jméno Achilleus, což byl její oblíbený hrdina řeckých dějin. Na zápěstí nosívala, protože byla velmi pověrčivá, lebku smrtihlava, znamení Slunce se třemi nožkami, zlatou ručičku se zdviženým ukazováčkem, mariánskými medailemi, zlatými byzantskými mincemi a dvěma medailonky (v jednom byl pramínek vlasů korunního prince Rudolfa, v druhém 21. žalm z bible). Jako brož milovala stříbrnou napodobeninu koňského kopyta, vyrobenou ve Skotsku.
Váha 55 kg je nejvyšší váhou, jíž při 172 cm dosáhla (většinou se její váha pohybovala mezi 45–50 kg). Váhu si kontrolovala 3× denně. Také si nechávala jednou denně měřit pas, stehna a lýtka. 19. století přineslo bezpočet metod na udržení štíhlé linie, které císařovna horlivě využívala. Např. spávala ve vlhkých zábalech na bocích, aby si udržela štíhlý pas, nebo pila mixturu ze syrových kořeněných bílků a vajec. Jinou dietou bylo kravské mléko (krávy se chovaly v schönbrunském parku a císař je osobně kontroloval, také je císařovna vozila s sebou na cestách lodí, ale trpěly mořskou nemocí a nedojily). Alžběta každodenně pěstila svou pleť mastmi, koupelemi a bránila se i slunečním paprskům vějíři a závoji. Ze svých cest se ale stejně vracela opálená. Zvláštní přípravu vyžadovaly výjezdy na koních. Alžběta se posilnila silnou polévkou z hovězího, kuřecího, srnčího a koroptvího masa a vypila dvě sklenky vína. S sebou (na koně) nosívala dózičku naplněnou masem.
S francouzskou císařovnou Eugénií uspořádaly při návštěvě ve Francii poměřování lýtek. „Velmi tiše jsem otevřel... zády k mému stanovišti stály obě císařovny a měřily si lýtka – pravděpodobně nejlépe tvarovaná, jaká Evropa v té době znala! Byla to scéna k nepopsání a já na ni do smrti nezapomenu... Obě císařovny se otočily a když mě spatřily, milostivě se usmály.“ /Wilczek, str. 71/
Hovoří-li se o kráse císařovny Alžběty, netýká se to jen rysů její tváře, ale i urostlé, štíhlé a křehké postavy, kterou si udržovala pomocí diet, sportu a gymnastiky, ale především dlouhých, hustých, vlnitých vlasů, o něž pečovala, a které jí sahaly až ke kolenům.

## Cestování

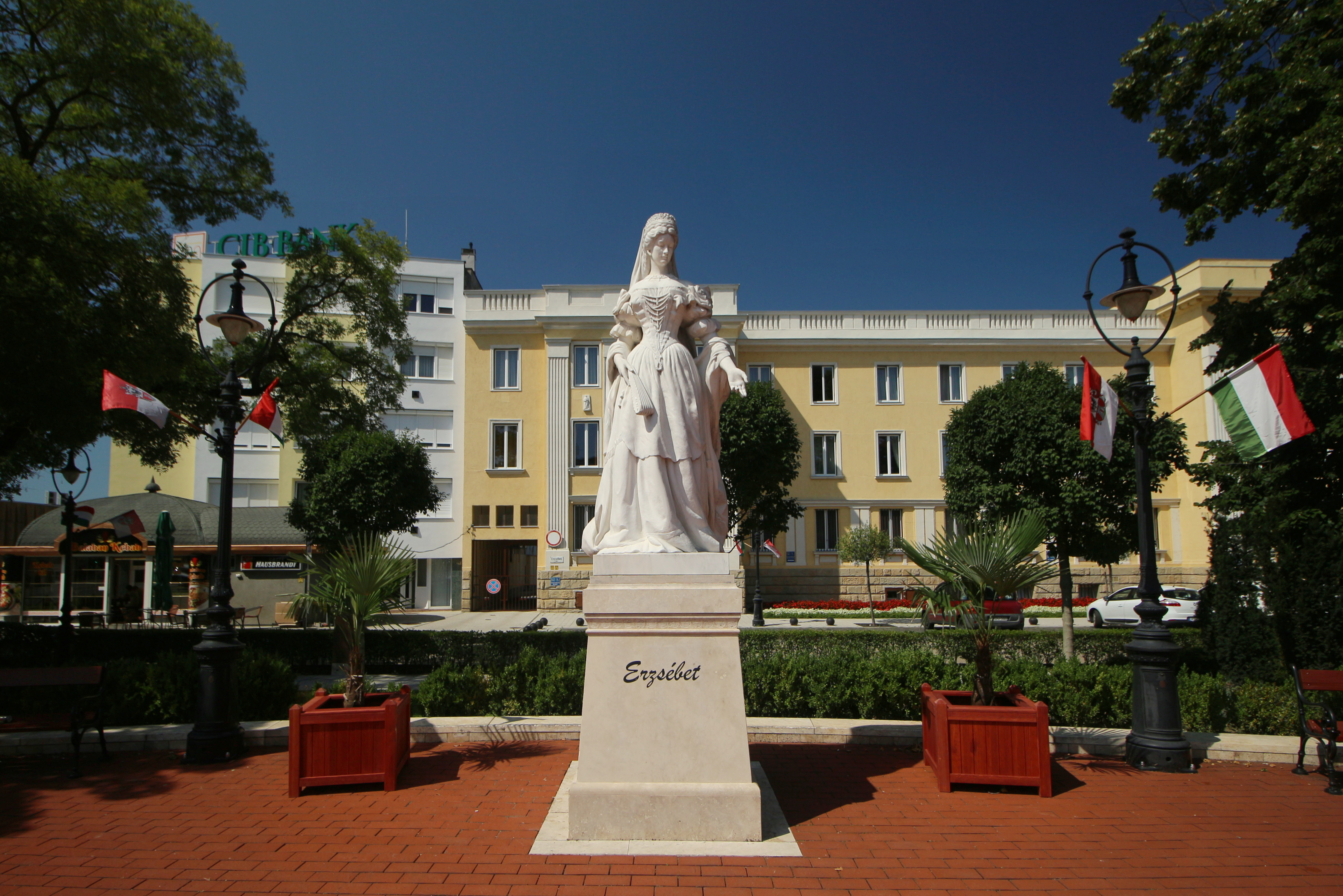
Socha císařovny Alžběty v maďarské Nagykanizse

Na počátku manželství měl císařský pár na programu společné cesty po zemích monarchie. Od 60. let 19. století cestovala Alžběta s oblibou sama (císař se ani nemohl připojit z pracovních důvodů). Tuto vášeň objevila po těžké bronchitidě, kdy jí lékaři doporučili pobyt v jižních krajích. V pozdějších letech se císař snažil strávit na konci zimy dva nebo tři týdny společně se svou chotí na Riviéře. Roku 1856 cestovali ještě společně do Korutan do městečka Klagenfurtu, přes Semmering, Mürzzuschlag. Na každé zastávce byl pár vítán jásajícím obyvatelstvem. V Klagenfurtu navštívili hrad, divadelní představení a cestovali dál do Villachu, kde se ubytovali na zámku. Vystoupili také k nejvyššímu vrcholu Rakouska Grossglockneru. Císař vystoupil na Vysoké Sedlo (2 536 m n. m.), které se teď jmenuje Návrší Františka Josefa, císařovna, která byla pár měsíců po porodu, zůstala na Laretterské plošině (2 127 m n. m.), která se teď jmenuje Alžbětino odpočívadlo. 17. listopadu téhož roku odcestoval pár do Itálie. Pobyt znamenal nepříjemný zlom v doposud klidném životě mladé císařovny, poprvé stála čelem italské antipatii vůči rakouské dynastii. Na představení v Teatro La Fenice musel pár strpět urážku v podobě poloprázdného divadla.
O čtyři roky později poprvé cestovala sama na delší dovolenou kvůli své nemoci na Madeiru. Doprovázel ji zde mimořádně krásný hrabě Imre Hunyady jako čestný kavalír. O mnoho let později mu věnovala císařovna dvě sloky v básni Kabinet, v nichž se všichni její ctitelé vyskytují v oslím vzezření. Po pobytu na Madeiře Hunyady vypověděl služby u rakouského dvora, údajně za nevyjasněných okolností. Po pobytu na Madeiře navštívila císařovna Sevillu, Gibraltar a Mallorcu a dojela až na Korfu. Koncem května se vrátila na Laxenburg, po půlroční nepřítomnosti viděla své děti (arcivévodkyně Gisela tehdy čtyřletá a korunní princ Rudolf jedenapůlletý).
Již po měsíci odjela znovu na Korfu, kde začala budovat zámek věnovaný Achillovi. „To je umírající Achilles, pravila císařovna, jemuž jsem zasvětila svůj palác, protože pro mě ztělesňuje řeckou duši a krásu krajiny i lidí. Miluji ho, protože měl tak rychlé nohy. Byl silný a vzpurný, pohrdal všemi králi a tradicemi a lidskou masu považoval za nicotnou, dobrou leda k tomu, aby ji smrt zkosila jako stébla trávy. Pouze svou vůli považoval za svatou a žil jen pro své sny, jeho smutek měl pro něj větší cenu než celý jeho život.“ (Christomanos – řecký učitel císařovny, str. 107).
Říjen 1861 strávila císařovna v hotelu v Benátkách. Červen v lázních ve Švýcarsku. Kúru zde opakovala roku 1863, 1864 a 1865. Od roku 1866 začaly časté cesty do Uher, které znamenaly její vášeň pro tuto zem. V květnu 1867 strávila jako host na zámku Tokay u Gyuly hraběte Adrássyho, jehož manželka nebyla přítomna, což později dalo podnět k mnoha dohadům. Dvě sloky v básni Kabinet mu věnovala Alžběta, týkají se jejich vřelého přátelství. Přisuzuje se mu i otcovství posledního dítěte Marie Valerie, která se narodila jako jediná v Uhrách. Ve dnech 15.–23. srpna 1867 se v Salcburku setkaly oba (francouzský a rakouský) císařské páry. Během tohoto pobytu proběhla i slavná soutěž měření lýtek.
V červenci 1874 odcestovala císařovna poprvé do Anglie, kde navštívila anglickou královnu Viktorii na zámku Osborne (vděčila ji za vypůjčení britské královské jachty), navštívila i ústav pro choromyslné a zúčastnila se loveckých akcí. Po delším pobytu ve Vídni a Bad Ischlu prožila léto roku 1875 ve Francii. Při příležitosti pohřbu Ference Deáka navštívila 28. ledna 1876 Uhry. V březnu 1876 odcestovala na jezdecké hony do Anglie, také v červenci 1877 s doprovodem neteře hraběnky Marie Wallersee. K velkým obdivovatelům patřil Kníže Eduard z Walesu, pozdější král Eduard VII. (Alžběta napsala k příležitosti soukromého setkání úsměvnou báseň There is somebody coming upstairs). V březnu sem jela se svým synem Rudolfem. Na přelomu března 1879 to sem táhlo Alžbětu kvůli možnosti zúčastnit se ještě nebezpečnějších honů v Irsku. V dubnu odjela do Vídně, aby oslavila stříbrnou svatbu. V dubnu 1883 navštívila lázně Baden-Baden. Pro stupňující se revmatické potíže podnikla cestu v březnu 1884 do Wiesbadenu, aby se svěřila do rukou doktora Metzgera. Když začala být na jeho masážních kúrách Alžběta závislá, přesídlil do Amsterodamu, kam ho císařovna následovala. Císař František Josef její nadšení pro tohoto lékaře nesdílel a varoval ji, že ji používá jako vývěsní štít pro svou praxi. Navíc si i sama císařovna stěžovala v dopise na jeho hrubé metody. Patřilo ale k rysům Alžběty, že hrubé zacházení – spíše než mírnost a shovívavost manžela – snášela bez velkého odporu. „Lankraběnka Fürstenbergová na jedné z cest, byla udivena, když viděla, jak se její paní dá ovlivnit neotesaným doktorem a poslušně dbá jeho rad (čehož u ní dosud žádný lékař nedocílil) a dokonce si od něho nechá do očí líbit, že je zestárlá a vrásčitá a že za dva roky z ní bude stařena, pokud si neuspořádá život jinak“. Když císařovna léčbě Metzgera unikla, upadla znovu do starého způsobu života s hladověním a cestováním.
V říjnu 1884 se císařovna v Budapešti setkala se spřízněnou duší, veršující královnou Alžbětou Rumunskou, která pod pseudonymem Carmen Sylva publikovala pohádky a pověsti.
Říjen 1885 trávila Alžběta měsíc na palubě jachty Mirammare. Léto 1886 střídala lázně kvůli bolesti nohou, podzim strávila na zámku Gödöllő, zimu ve Vídni, jaro 1887 na jihu Uher, kde opět potkala rumunskou královnu. Rumunský zámek Peleš byl jako první v Evropě elektrifikován (u příležitosti návštěvy příznivce korunního prince Rudolfa a korunní princezny Stefanie). Léto strávila v lázních v Norfolku, v Hamburku se setkala se sestrou Heina, podzim v Řecku. V dalších letech cestovala v intervalech do stejných míst.
V roce 1896 přerušila cestu kvůli miléniu milovaného uherského království. Dne 7. září 1898 se konalo její poslední velké mytí vlasů a 9. září se přesunula do Ženevy, kde rukou vraha skončil její neklidný život.

## Atentát
Císařovna postupem let stále více podléhala depresím, myslela na smrt a po tragické smrti syna Rudolfa (roku 1889 se zastřelil se svou milenkou Mary Vetserovou na zámku Mayerling) se stáhla zcela do ústraní a neoblékala jiné než černé šaty.
Rozdala téměř všechny svoje šperky a neklidně spěchala od jednoho cíle k druhému, až v září 1898 zakotvila v Territetu u Montreux. Odtud se spolu se svou společnicí dvorní dámou hraběnkou Irmou Sztárayovou vydala 9. září na návštěvu blízké přítelkyně baronky Julie Rothschildové na zámek Pregny. Po srdečném přivítání spolu dámy něco lehkého pojedly, k tomu jim hrál diskrétně orchestr a dámy se živě bavily o Heinrichu Heineovi a císařovna na zdraví oblíbenému básníkovi připila. Císařovna byla ve skvělé náladě, dokud nezahlédla v knize hostí záznam o pobytu svého zemřelého syna Rudolfa, který Pregny nedlouho před smrtí navštívil.
Dne 10. září 1898 život císařovny Alžběty ukončil při její cestě do ženevského přístavu italský anarchista Luigi Lucheni, který ji probodl pilníkem (nástroj pronikl do hrudi v hloubce 8,5 centimetru, zlomil čtvrté žebro a pronikl mezižeberním prostorem, prorazil dolní kraj plicního laloku a zasáhl levou část srdeční komory).
„Podvědomě jsem udělala krok kupředu, čímž jsem císařovnu před ním kryla. Muž udělal pohyb, jako by zakopl, vyrazil kupředu a v témže okamžiku také pěstí proti císařovně. Jako zasažená bleskem se bez hlesu zvrátila dozadu a já jsem se se zoufalým výkřikem sklonila k ní. Císařovna otevřela oči a rozhlédla se. Její pohled prozrazoval, že je při plném vědomí. Pak se, opírajíc o mne, pomalu zvedla a vstala. Oči se jí leskly, měla zrudlou tvář, nádherné copy uvolněné pádem jí visely jako ležérně spletený věnec kolem hlavy, byla nevýslovně krásná a majestátní... Mezitím se odevšad sbíhali lidé, zděšení brutálním útokem, a s účastí se císařovny vyptávali, zda se jí opravdu nic nepřihodilo. A ona, naprosto srdečně a vlídně každému děkovala v jeho jazyce... Mám dojem, že mě trochu bolí na prsou, pravila, ale nejsem si tím jistá. Došly jsme do přístavu. Lodní můstek ještě přešla lehkým krokem, sotva však vstoupila na loď, udělalo se jí mdlo. Potřebuji se o vás opřít, zamumlala přiškrceně... Císařovna spočívala smrtelně bledá v mém náručí... S pomocí dvou mužů jsme ji odnesli na palubu a položili na lavici... Madame Dardelle dala přinést vodu a kolínskou a začala hned s oživováním císařovny... Rozstřihla jsem jí šněrovačku, zastrčila mezi zuby kousek cukru namočený v éteru a projela mnou jiskřička naděje, když jsem zaslechla, že do něj jednou či dvakrát kousla... Císařovna pomalu otevřela oči a chvíli se zmateně rozhlížela, jako by se chtěla zorientovat, kde je a co se s ní stalo. Poté se začala zvedat a s naší pomocí se posadila. Otočila jsem se k cizí dámě a vydechla: Merci... Přestože se císařovna držela vsedě vlastními silami, vypadala velmi vyčerpaně. Její zastřený pohled, nejistý a nechápavý, smutně kroužil kolem... Oči zabloudily k nebi a pak se zastavily na Dent du Midi. Odtud zvolna klouzaly dolů, spočinuly na mně, aby se mi navždy vryly do duše. Co se to jen se mnou stalo! To byla její poslední slova. Pak v bezvědomí klesla na lavici....Když jsem roztrhla hedvábný živůtek, spatřila jsem tmavou skvrnu velikosti mince... Odhrnula jsem košilku a objevila v srdeční krajině malou, trojúhelníkovou ranku, na níž ulpěla kapka sražené krve. – Luccheni císařovnu probodl dýkou... Ihned obraťte loď zpátky... Vpluli jsme do přístavu, položili císařovnu na improvizovaná nosítka, jichž se chopilo šest mužů... Agonie probíhala mírně, bez známek zápasu, císařovna jen neklidně otočila hlavu stranou... V hotelovém pokoji jsme ji položili na postel. Doktor Golay už byl přítomen... není už žádná naděje, pravil po chvíli... Přistoupil kněz a udělil církevní rozhřešení... Ve 2 hodiny 20 minut vyslovil lékař to strašné slovo... Konec!“ (Výňatek z knihy: Irmy Sztárayové, Poslední léta císařovny Alžběty, str. 235 a d. Vídeň 1909, citováno z Výstavního katalogu)
Atentátník chtěl údajně původně zabít prince z Ludvíka Orleánského, ten ale nakonec nepřijel, a tak si vybral za oběť císařovnu. Obyvatelstvo neslo ztrátu velice těžce. Zejména vídeňské ženy se činem spáchaným na nejvyšší příslušnici jejich pohlaví cítily hluboce dotčené. Vrahovi poslaly dopis, který podepsalo šestnáct tisíc stejně smýšlejících žen a byl značně brutální. Tělesné pozůstatky císařovny Alžběty byly vystaveny v hotelu Beau Rivage. 15. září byly zvláštním vlakem dopraveny do Vídně na nádraží. Důstojníci stojící v blízkosti věnců a květin se snažili ukořistit alespoň kvítek na památku. Smuteční průvod doprovázelo bezpočet monarchů a jejich zástupců, osmdesát arcibiskupů a biskupů a tisíce poddaných. Několik dní zvonily všechny vídeňské zvony, v čele s největším ve věži Svatoštěpánského dómu, Pummerinem. Císař, který ztratil své dvě děti, teď oplakával choť, která mu v životě byla tak nestálou průvodkyní a již přesto nikdy nepřestal milovat: "Včerejší den byl pro mě opět zvláště smutný, neboť jsem znovu viděl mnoho věcí, jež mi bolestně, ale přece jen s jistým nostalgickým uspokojením, připomněly naši drahou zesnulou. V Ofenu jsem prošel všechny její pokoje v prvním patře i přízemí. Vše bylo jako jindy přichystáno k jejímu uvítání... Nový balkon s nádhernou vyhlídkou na Pešť a Dunaj, který ji loni tak těšil, je vybaven všemožným elegantním nábytkem – a přece je teď tak prázdný, bez života a bez naděje na shledání v tomto světě!" (Císař František Josef v dopise Kateřině Schrattové z Gödöllö, 16. října 1898)
Na víku sarkofágu v Kapucínské hrobce ve Vídni má císařovna vyrytý nápis: „ELISABETH // AMALIA . EVGENIA // IMPERATRIX . AVSTRIAE // ET . REGINA . HVNGARIAE // MAXIMILIANI . IOSEPHI // ET . LVDOVICAE // DVCVM . IN . BAVARIA // FILIA // NATA . MONACHI // DIE . XXIV . MENSIS . DECEMBRIS // ANNI . MDCCCXXXVII // NVPTA // FRANCISCO . IOSEPHO . I // IMPERATORI // VINDOBONAE . DIE . XXIV . M . APRILIS // A . MDCCCLIV // CORONATA . REGINA . HVNGARIAE // BVDAE . DIE . VIII . M . IVNII . A . MDCCCLXVII // DENATA . GENEVAE // DIE . X . M . SEPTEMBRIS // A . MDCCCIIC // H . S . E“.
Několik dní po její smrti založil František Josef I. na její počest Řád Alžběty, jako vyznamenání pro ženy.

## Alžběta a sport
Podnikala velmi dlouhé a náročné túry za jakéhokoliv počasí. Vycházky trvaly čtyři nebo pět hodin bez přestávky, aniž byla unavená. Dokázala ovšem pochodovat i devět či deset hodin bez přestávky a bez jakékoli únavy. Styl takové chůze své děti učil její otec Max Bavorský již v jejich dětství („...během dalšího kroku si musíte umět odpočinout, pak nejste unavení a můžete pochodovat třeba celý den..“). Ovšem její dámy nebyly stejně disponované a z těchto služeb postupně upustily. „...Nakonec neúměrné sportování podlomilo zdraví i císařovně, která jedla vždy jen tolik, aby se uchovala při životě“ /Wallersee, str. 54 a d./
Od mládí byla vynikající jezdkyně na koni. Její otec ji učil i akrobatickým kouskům, ve kterých byla tak dobrá, že začala brát lekce od cirkusových krasojezdkyň a později si nechávala stavět svou malou manéž, kde se pod dohledem dál trénovala. V tehdejší době a při jejím společenském postavení si dovolila jezdit na koni „mužským“ způsobem bez dámského sedla rozkročmo. Byla prý tehdy považována za vůbec nejlepší světovou jezdkyni své doby. Když kvůli revmatickým potížím byla nucena od svých jízd upustit, našla si náhradu v šermování. Rychle se učila, její učitelé měli co dělat, aby ze zápasu nevyšli často jako poražení. Byla i vynikající plavkyně, což v její době také nebylo zcela běžné.
Věnovala se však i jiným sportům, které pro tehdejší společnost a zvlášť pro ženu v jejím postavení byly něco neobvyklého. V každém zámku, který obývala, musela být zřízena tělocvična se základním gymnastickým vybavením. I díky své postavě byla považována za nejkrásnější panovnici své doby. Alžběta se styděla za své zuby, proto se moc neusmívala nebo si zakrývala úsměv vějířem, který nosila vždy při sobě. Nikdy nepila kávu a černý čaj (což jsou tekutiny, které ztmavují zubní sklovinu). Císařovna se zhruba od 45 let nenechala fotografovat, jen výjimečně portrétovat, protože chtěla zůstat věčně mladá, alespoň ve vzpomínkách pro budoucí generace.

## Umělecká tvorba a Alžběta Bavorská v umění

### Vlastní umělecká tvorba

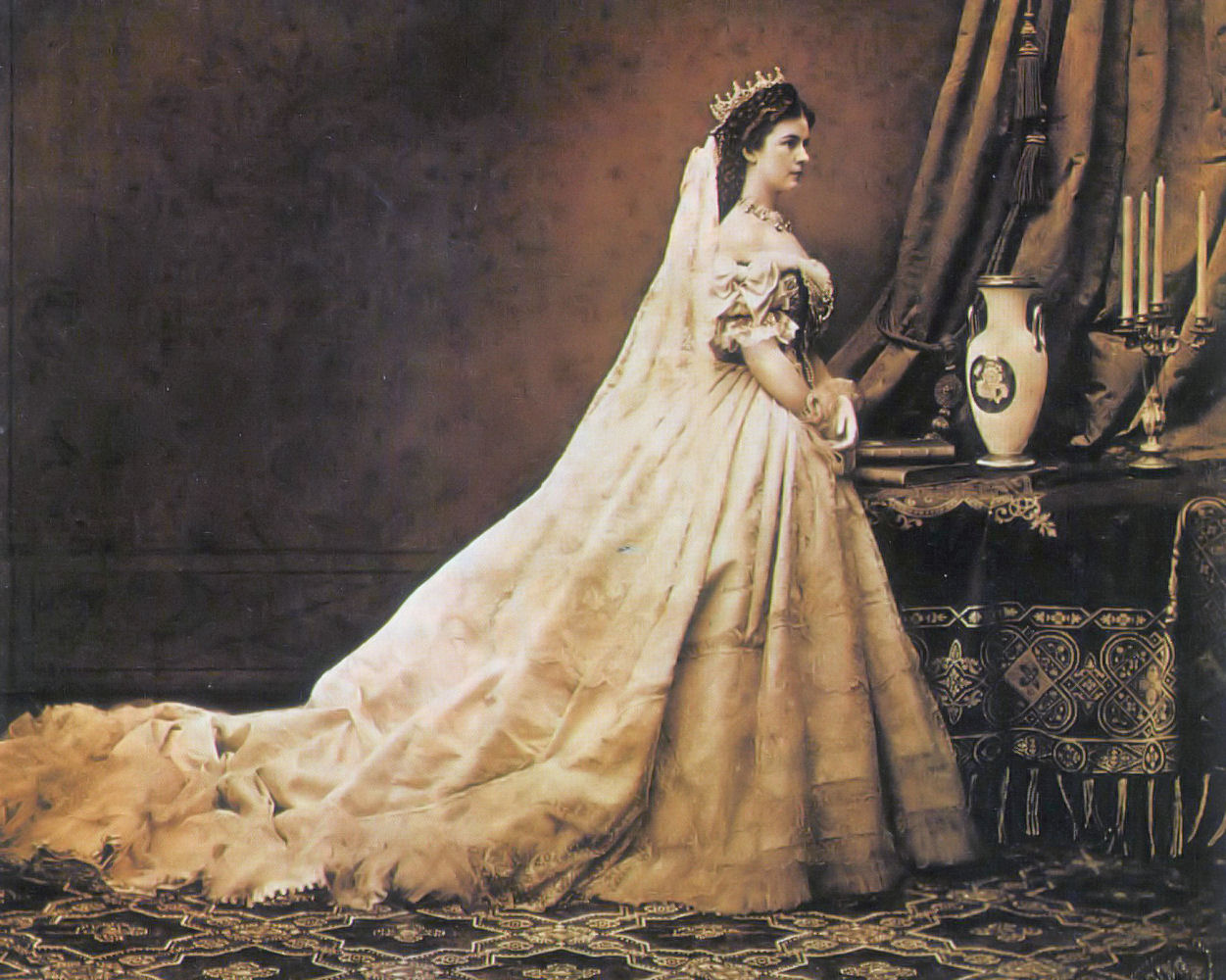
Emil Rabending: Alžběta Bavorská, 1867

Další její vášní bylo už od útlého dětství skládání básní. Od desátého roku psávala básničky a vedla si romantický deník. Hudbu milovala jak aktivně, tak i jako posluchačka. Obojí zřejmě zdědila po otci. Podle vzoru Henricha Heineho psal a uveřejňoval pod pseudonymem Phantasus. Už svými sympatiemi překročil společenské normy, protože Heine měl pověst volnomyšlenkáře, rouhače a kritika společnosti. V roce 1835 bylo dekretem německého parlamentu šíření Heinových děl i jeho spolubojovníků zakázáno. Vévoda Max Bavorský miloval hudbu a sám hrál na několik nástrojů. Všude s sebou vozíval citeru, aby v hospodách dával k lepšímu své zhudebněné verše, zatímco Alžběta s vlajícími copy a zrudlými tvářemi tančila a do zástěrky chytala mince, které jí házeli venkovští chasníci. O mnoho let později ukazovala jedné udivené dámě několik mincí, které si uchovala a napůl žertovným a smutným tónem vysvětlovala, že to jsou její jediné peníze, které si kdy poctivě vydělala. Vévoda Max dal Alžbětu učit také na citeru u přítele a učitele Johanna Petzmayera, ve Vídni pokračovala s Franzem Kropfem a nástroj velmi dobře ovládala. Zasloužila se o to, že se stala v Rakousku módním hudebním nástrojem.
Také hrála na klavír, což zdokonalovala pod dohledem klavírního virtuoza Ference Liszta, s nímž hrála čtyřručně. Podporovala řadu mladých talentovaných umělců, např. Rudolfa Raimanna, kterého slyšela jako sedmiletého na koncertu a od té doby mu platila stipendium a věnovala křídlo značky Bösendorfer. Sama dostala roku 1867 ke svým 30. narozeninám od dvorního výrobce Ludwiga Bösendorfera nádherný klavír, který byl vystaven téhož roku na Světové výstavě v Paříži. Císařovna milovala cikánskou muziku a dokonce jim dovolila v Uhrách žít v okolí zámku Gödöllö. Také ráda naslouchala hlasu své neteře Marie Larischové-Wallersee, která se při zpěvu sama doprovázela hrou na klavír nebo kytaru. K oblíbeným písním patřily zhudebněné verše Heinricha Heineho, milovaného básníka Alžběty i otce (např. Lotosový květ, Asra a Lesní rozhovor). V roce 1902 měl být Heinemu postaven pomník na základě rozhodnutí výboru v Německu. Dán Louis Hasselriis už v roce 1879 vytvořil pro Alžbětu básníkův pomníček. Dílo bylo umístěno v parku Achilleonu na Korfu, na podstavci je jméno objednavatelky „Frau Heine“, za nímž se skrývá císařovna. Císař Vilém po Alžbětině smrti získal od její dcery Gisely Rakouské zámek Achilleon a dal sochu odstranit, protože ho neměl rád kvůli jeho nepřátelství k Prusku. Na jeho místo dal zhotovit pomník císařovně. Císařovna navštívila Heineho sestru Charlottu von Emden-Heine v Hamburku (zemřela roku 1899 ve věku 99 let) a ve Vídni přijala jeho synovce.

### Alžběta Bavorská v jiných dílech
Filmaři, malíři i spisovatelé jsou její osobou dodnes fascinováni. Dodnes jsou napodobovány její svatební šaty, její účes a obdivují ji ženy všech věkových kategorií a generací. Pohled s jejím portrétem je snad nejprodávanějším pohledem ve Vídni. Je hrdinkou četných filmů, operet, muzikálů a dokonce i kreslených pohádek pro děti. Romány a filmy ve stylu Sissi, Sissi – mladá císařovna, Sissi, osudová léta císařovny, kde jí ztvárnila herečka Romy Schneiderová jsou nejen povrchní a naivní, ale i velmi nepravdivé. Realita jejího života byla mnohem drsnější, ale i komplikovanější, tak jako její osobnost. Jen ten, kdo se zabýval jejím životopisem, pochopí větu, kterou vyřkla skoro v šedesáti: „Manželství je nesmyslná instituce. V patnácti je člověk prodán a vysloví přísahu, které nerozumí a které se nemůže zbavit 30 a více let“.
V roce 2022 měl na festivalu v Cannes premiéru film Korzet rakouské režisérky Marie Kreutzer s Vicky Kriepsovou v hlavní roli císařovny, který volným způsobem zobrazuje její osobní život na konci 70. let 19. století.

## Vývod z předků
|                  |                                       |  |                                     |                                       |  |  |  |  |  |  |  | Jan Karel Falcko-Gelnhausenský |
|                  |                                       |  |                                     |                                       |  |  |  |  |  |  |  |                                |
|                  | Vilém Bavorský                        |  |                                     |                                       |  |  |  |  |  |  |  |                                |
|                  |                                       |  |                                     |                                       |  |  |  |  |  |  |  |                                |
|                  |                                       |  |                                     | Žofie Šarlota Salm-Dhaunská           |  |  |  |  |  |  |  |                                |
|                  |                                       |  |                                     |                                       |  |  |  |  |  |  |  |                                |
|                  | Pius Augustus Bavorský                |  |                                     |                                       |  |  |  |  |  |  |  |                                |
|                  |                                       |  |                                     |                                       |  |  |  |  |  |  |  |                                |
|                  |                                       |  |                                     | Fridrich Michal Falcko-Zweibrückenský |  |  |  |  |  |  |  |                                |
|                  |                                       |  |                                     |                                       |  |  |  |  |  |  |  |                                |
|                  | Maria Anna Falcko-Zweibrückenská      |  |                                     |                                       |  |  |  |  |  |  |  |                                |
|                  |                                       |  |                                     |                                       |  |  |  |  |  |  |  |                                |
|                  |                                       |  |                                     | Marie Františka Falcko-Sulzbašská     |  |  |  |  |  |  |  |                                |
|                  |                                       |  |                                     |                                       |  |  |  |  |  |  |  |                                |
|                  | Maxmilián Josef Bavorský              |  |                                     |                                       |  |  |  |  |  |  |  |                                |
|                  |                                       |  |                                     |                                       |  |  |  |  |  |  |  |                                |
|                  |                                       |  |                                     | Karel Maria Raimund z Arenbergu       |  |  |  |  |  |  |  |                                |
|                  |                                       |  |                                     |                                       |  |  |  |  |  |  |  |                                |
|                  | Ludvík Engelbert z Arenbergu          |  |                                     |                                       |  |  |  |  |  |  |  |                                |
|                  |                                       |  |                                     |                                       |  |  |  |  |  |  |  |                                |
|                  |                                       |  |                                     | Luisa Marie de La Marck ze Schleidenu |  |  |  |  |  |  |  |                                |
|                  |                                       |  |                                     |                                       |  |  |  |  |  |  |  |                                |
|                  | Amálie Luisa Arenberková              |  |                                     |                                       |  |  |  |  |  |  |  |                                |
|                  |                                       |  |                                     |                                       |  |  |  |  |  |  |  |                                |
|                  |                                       |  |                                     | Louis Joseph de Mailly                |  |  |  |  |  |  |  |                                |
|                  |                                       |  |                                     |                                       |  |  |  |  |  |  |  |                                |
|                  | Marie Adélaïde Julie de Mailly        |  |                                     |                                       |  |  |  |  |  |  |  |                                |
|                  |                                       |  |                                     |                                       |  |  |  |  |  |  |  |                                |
|                  |                                       |  |                                     | Adélaïde Julie d'Hautefort            |  |  |  |  |  |  |  |                                |
|                  |                                       |  |                                     |                                       |  |  |  |  |  |  |  |                                |
| Alžběta Bavorská |                                       |  |                                     |                                       |  |  |  |  |  |  |  |                                |
|                  |                                       |  |                                     |                                       |  |  |  |  |  |  |  |                                |
|                  |                                       |  | Kristián III. Falcko-Zweibrückenský |                                       |  |  |  |  |  |  |  |                                |
|                  |                                       |  |                                     |                                       |  |  |  |  |  |  |  |                                |
|                  | Fridrich Michal Falcko-Zweibrückenský |  |                                     |                                       |  |  |  |  |  |  |  |                                |
|                  |                                       |  |                                     |                                       |  |  |  |  |  |  |  |                                |
|                  |                                       |  |                                     | Karolína Nasavsko-Saarbrückenská      |  |  |  |  |  |  |  |                                |
|                  |                                       |  |                                     |                                       |  |  |  |  |  |  |  |                                |
|                  | Maxmilián I. Josef Bavorský           |  |                                     |                                       |  |  |  |  |  |  |  |                                |
|                  |                                       |  |                                     |                                       |  |  |  |  |  |  |  |                                |
|                  |                                       |  |                                     | Josef Karel Falcko-Sulzbašský         |  |  |  |  |  |  |  |                                |
|                  |                                       |  |                                     |                                       |  |  |  |  |  |  |  |                                |
|                  | Marie Františka Falcko-Sulzbašská     |  |                                     |                                       |  |  |  |  |  |  |  |                                |
|                  |                                       |  |                                     |                                       |  |  |  |  |  |  |  |                                |
|                  |                                       |  |                                     | Alžběta Augusta Falcko-Neuburská      |  |  |  |  |  |  |  |                                |
|                  |                                       |  |                                     |                                       |  |  |  |  |  |  |  |                                |
|                  | Ludovika Bavorská                     |  |                                     |                                       |  |  |  |  |  |  |  |                                |
|                  |                                       |  |                                     |                                       |  |  |  |  |  |  |  |                                |
|                  |                                       |  |                                     | Karel Fridrich Bádenský               |  |  |  |  |  |  |  |                                |
|                  |                                       |  |                                     |                                       |  |  |  |  |  |  |  |                                |
|                  | Karel Ludvík Bádenský                 |  |                                     |                                       |  |  |  |  |  |  |  |                                |
|                  |                                       |  |                                     |                                       |  |  |  |  |  |  |  |                                |
|                  |                                       |  |                                     | Karolína Luisa Hesensko-Darmstadtská  |  |  |  |  |  |  |  |                                |
|                  |                                       |  |                                     |                                       |  |  |  |  |  |  |  |                                |
|                  | Karolína Frederika Vilemína Bádenská  |  |                                     |                                       |  |  |  |  |  |  |  |                                |
|                  |                                       |  |                                     |                                       |  |  |  |  |  |  |  |                                |
|                  |                                       |  |                                     | Ludvík IX. Hesensko-Darmstadtský      |  |  |  |  |  |  |  |                                |
|                  |                                       |  |                                     |                                       |  |  |  |  |  |  |  |                                |
|                  | Amálie Hesensko-Darmstadtská          |  |                                     |                                       |  |  |  |  |  |  |  |                                |
|                  |                                       |  |                                     |                                       |  |  |  |  |  |  |  |                                |
|                  |                                       |  |                                     | Karolína Falcko-Zweibrückenská        |  |  |  |  |  |  |  |                                |
|                  |                                       |  |                                     |                                       |  |  |  |  |  |  |  |                                |